# Aeonium bramwellii
Aeonium bramwellii är en fetbladsväxtart som beskrevs av Rowley. Aeonium bramwellii ingår i släktet Aeonium och familjen fetbladsväxter. Inga underarter finns listade i Catalogue of Life.